# Gabriel Benezech
Gabriel Benezech (* 5. Juni 1916 in Bizanos, Département Pyrénées-Atlantiques; † 22. April 1992 in Ganges (Hérault)) war ein französischer Fußballspieler.

## Karriere
Der Linksverteidiger Benezech spielte als junger Erwachsener beim RC Agde, bevor er im Sommer 1936 vom Zweitligisten FC Nancy unter Vertrag genommen wurde und damit im Alter von 20 Jahren den Sprung in den Profifußball schaffte. Bei Nancy avancierte er zu einer Zeit, in der Ein- und Auswechslungen noch nicht möglich waren, sofort zum Stammspieler. Der als physisch stark geltende Abwehrspieler weckte das Interesse des Erstligisten FC Antibes, der ihn 1937 verpflichtete. Auch in der höchsten französischen Spielklasse zählte er zu den Leistungsträgern seiner neuen Mannschaft, doch konnte er 1939 den Abstieg von Antibes nicht verhindern. Zur selben Zeit kam es bedingt durch den Beginn des Zweiten Weltkriegs ohnehin zur Einstellung des regulären Spielbetriebs.
Nach einer vorübergehenden Unterbrechung seiner Laufbahn kehrte Benezech 1942 auf den Fußballplatz zurück, um mit dem FC Toulouse an der inoffiziell weiterhin stattfindenden Austragung der Meisterschaft teilzunehmen. 1943 wurde er mit der Mannschaft Meister der Südgruppe. Als 1945 der offizielle Spielbetrieb wieder aufgenommen wurde, stand er im Kader des Zweitligisten SO Montpellier. Um 1946 hatte er dort für einige Zeit die Funktion eines Spielertrainers inne. Das Traineramt gab er jedoch nach kurzer Zeit wieder auf, während er als Spieler mit Montpellier ab 1946 erneut in der ersten Liga antreten konnte. Nachdem er in der Saison 1948/49 nicht mehr über unregelmäßige Einsätze hinausgekommen war, wechselte er im Sommer 1949 zum Zweitligisten AS Béziers. Bei Béziers war er in der Defensive fest gesetzt, bis er 1951 im Jahr seines 35. Geburtstags seine Profilaufbahn beendete. Im Anschluss an seine aktive Zeit war Benezech, dem nie der Sprung in die Nationalelf seines Landes gelungen war, Besitzer eines Sportbekleidungsgeschäfts in Montpellier und arbeitete darüber hinaus als Sportlehrer.